# Bovino
Bovino est une commune italienne d'environ 3 160 habitants de la province de Foggia dans la région des Pouilles. Cette commune fait partie des « plus beaux villages d'Italie », distinction donnée par l'association nationale des communes Italiennes.

## Géographie
Perché à 647 mètres d'altitude, le territoire communal du village de Bovino s'étend sur une colline située entre les montagnes subappennines des Dauni et la vallée du Cervaro. Il est doté de près de 3 000 hectares de bois et de nombreux points d'eau.

## Histoire
Le nom "Bovino" vient du latin Vibinum, centre osco-samnite déjà sous l'égide de Rome à l'arrivée d'Annibale, en 217 av. J.C., avant la bataille de Cannes. Plusieurs soutiennent que cette bataille entre Annibale et les Romains ne se déroula pas à Cannes mais aux alentours de Castelluccio Valmaggiore, dans la vallée du Celone.
Victoire des Impériaux sur les Espagnols en 1734.

## Culture
La commune est dotée d'un château situé sur un éperon rocheux dominant toute la vallée de Bovino. Édifié en 1045 par Drogon de Hauteville, il fut successivement la propriété de Frédéric II de Suède, puis au XVIIe siècle de Don Giovanni de Guevara, noble espagnol, et plus tard du roi Philippe d'Espagne, ce qui permettra à ce dernier d'acquérir le titre de duc de Bovino.
La cathédrale Il Duomo, bâtie au Xe siècle dans le pur style byzantin, fut profondément remaniée durant la seconde moitié du XIe siècle, et prend alors des traits romains. Reconstruite au XIVe siècle, elle fut restaurée en 1935. À l'intérieur se trouve la sépulture de l'évêque Giustiniani, un chœur baroque datant des prémices du XVIIIe siècle (settecento italien), ainsi qu'une œuvre du peintre Preti intitulée San Sebastiano.
Les Cantine Cerrato sont un monument archéologique souterrain du village (citernes datant de l'époque romaine).

## Lieux de culte

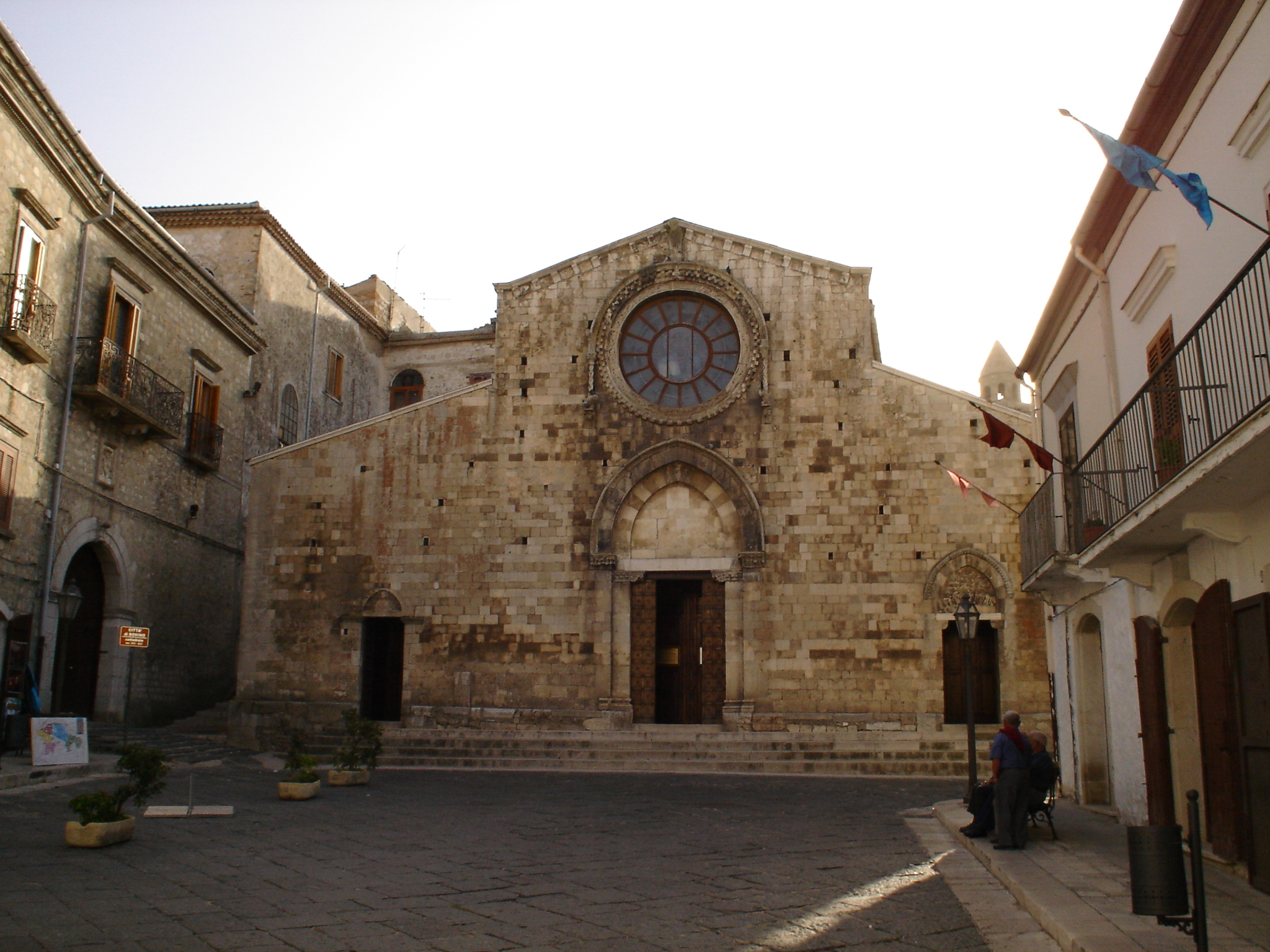
Cathédrale de Bovino

Cette commune compte de nombreuses églises :
- Cathédrale de Bovino
- Église Santa Maria di Valleverde,
- Église del Rosario,
- Église San Antonio,
- Église Santa Maria delle Grazie,
- Église de l'annonciation,

## Administration
| Période                                  | Période | Identité | Étiquette | Qualité |
| ---------------------------------------- | ------- | -------- | --------- | ------- |
|                                          |         |          |           |         |
| Les données manquantes sont à compléter. |         |          |           |         |

### Hameaux
Ponte Bovino, Radogna

### Communes limitrophes
Accadia, Castelluccio dei Sauri, Deliceto, Orsara di Puglia, Panni